# Манастир Ваведење Пресвете Богородице у Београду
Манастир Ваведење Пресвете Богородице, је женски манастир налази се на Сењаку, урбаном насељу општине Савски венац у Београду. Темељи храма су освећени 11. августа 1935, изграђен је и освећен 25. октобра 1936. године, као метох манастира Кувеждина у Срему. Легенда која говори о подизању цркве, везана је за сан ктиторке Персиде Миленковић, која је три пута уснула, да манастир треба сазидати, баш на том месту. За конак, грађен истовремено са црквом, пре довршења је речено да ће служити као интернат за образовање православних милосрдних сестара, васпитачица и неговатељица. Интернат за сеоске девојке је прорадио 1938.
У манастиру је 1939. било десет монахиња, бавиле су се везом, нпр. прекривача за часну трпезу и завесе за патријаршијску капелу.
У ноћи 6/7. јуна 1940, ноћ након Спасовдана, наводно се чудесно обновила боја на једној икони св. Николе у манастиру.
Свети Исповедник Доситеј Васић је сахрањен у порти а од 2009.г пренет је у кивот манастирског храма. Представља непокретно културно добро као споменик културе. У манастиру су сахрањени и српски архијереји Дамаскин Грданички, Арсеније Брадваревић, Јосиф Цвијовић, Данило Крстић и Епископ западноевропски Лука.
Свештенослужитељи у манастиру су протојереји о. Милован Глоговац и о. Милосав Радојевић. У конаку манастира Ваведења налази се параклис-зимска црква посвећена Св. Николају Чудотворцу. У параклису се налазе три кивота са честицама моштију светих Божијих угодника. Ту је и јастук на коме је почивала глава Свете Петке у кивоту у Јашију а који су сестре добиле на дар од монаха из Јашија. 
Манастирска ризница чува старе рукописне и штампане богослужбене књиге као и иконе које су руске монахиње са собом донеле у Србију после Октобарског преврата.
На територији манастирског комплекса налазе се три јаме у којима су тела убијених-стрељаних на Дмитровдан 1944. и погинулих на Васкрс исте године од савезничког бомбардовања.

## Старешине манастира
- Меланија (Кривокућанин) (1938—1942).
- Ангелина (Грачева) (1942—1970).
- Агнија (Дмитровић) (1970—2001).
- Анастасија (Савковић) (2001—2019).
- Теодора (Васић) (2020—тренутна).
- Хришћанска архитектура у Београду између два светска рата

## Архитектура комплекса
Комплекс манастира Ваведење чине црква Пресвете Богородице и конак, подигнути према пројекту руског архитекте Ивана Рик и Петра Поповића, једног од првих заговорника српског националног стила у савременој српској архитектури.
Основа цркве је у облику уписаног крста са централном куполом на пресеку и четири мање куполе између кракова крста. Петокуполно решење указује на узоре преузете из српске средњовековне архитектуре 14. века. На источном делу храма налази се пространа, изнутра полукружна, споља петострана апсида, из које се улази у бочне правоугаоне просторије – ђаконикон и проскомидију, док је на западу припрата са хором. Од укупно три портала најраскошније је обрађен онај на западној фасади са широким прилазним степеништем. Главни декоративни украс фасада чине уски једноделни прозори, розете и велике трифоре на северној и јужној страни.
Зидана олтарска преграда има уобичајени распоред икона, а зидне слике изведене у техници al seco рад су академског сликара Душана Михаиловића из периода 1973—1985. Нови фрескопис радили су уметници Владимир Карановић и Вероника Ђукановић са сарадницима.
Поред својих архитектонских вредности, црква манастира Ваведења представља успешан пример повезивања сакралног објекта са савременим развојем града и његове околине.

## Галерија
- Улазак у манастир
- Купола
- Унутрашњи изглед манастира
- Иконостас
- Фреска Светог Саве
- Фреска Милице Ракић